# Bánh đập

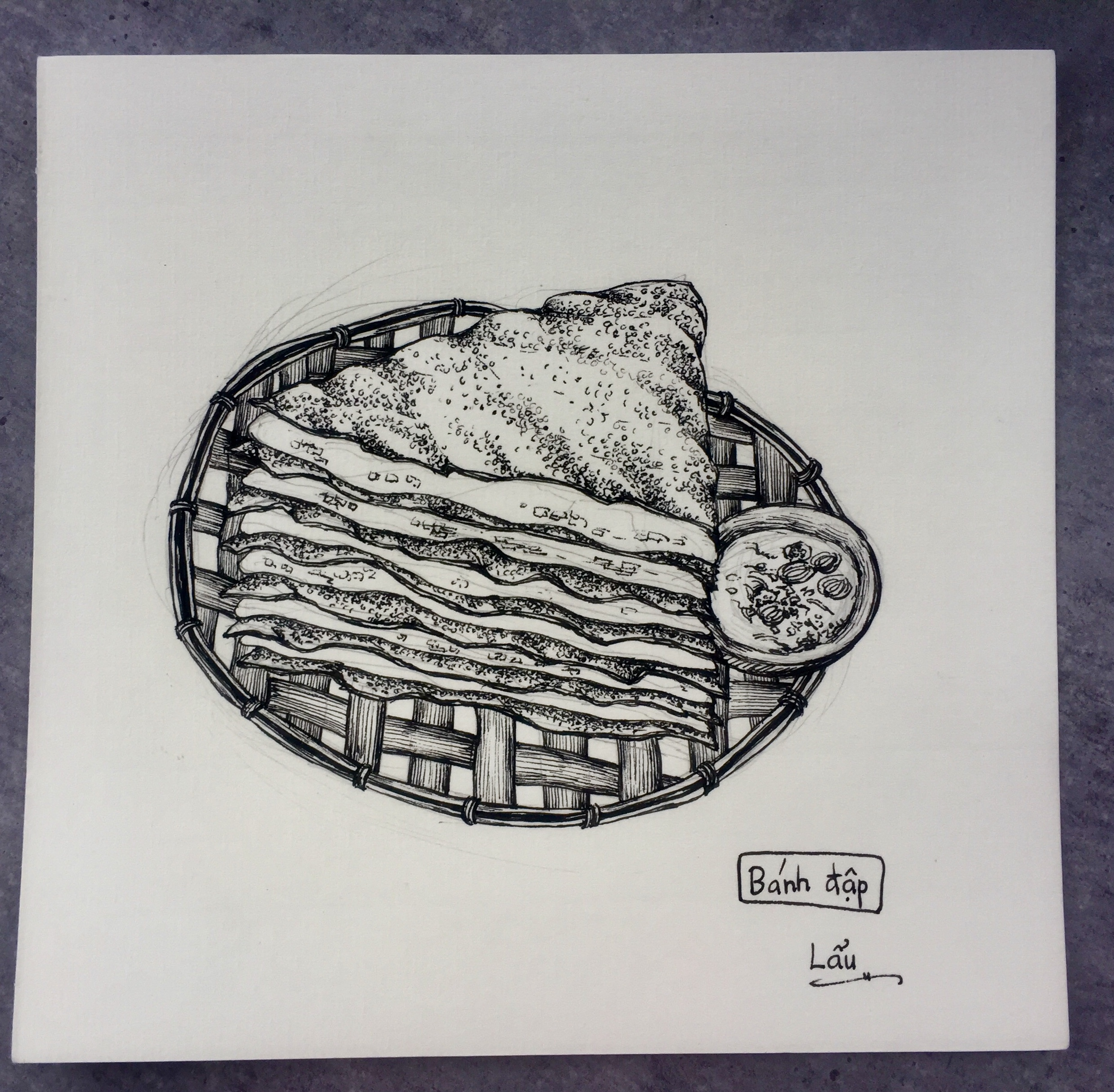
Tranh vẽ tay về bánh đập

Bánh đập hay còn gọi là Bánh chập là một loại bánh khá phổ biến ở các tỉnh ven biển Miền Trung Việt Nam từ Quảng Nam đến Khánh Hòa nhưng nổi tiếng nhất vẫn là ở Quảng Ngãi. "Đập" được hiểu đơn giản là bánh phải được đập rồi mới ăn. Bánh đập là sự kết hợp tinh tế giữa bánh ướt và bánh tráng nướng. Trên nửa lớp bánh ướt được phết dầu mỡ hành, đậu xanh nhuyễn. Bánh đập còn được ăn kèm với tôm, thịt heo luộc, thịt nướng tùy theo vùng miền.

## Nguyên liệu và chế biến
Các nguyên liệu chính để chế biến món bánh đập bao gồm: gạo trắng thơm dẻo, hành lá, đậu xanh nhuyễn. Tuy nhiên để tăng thêm phần hấp dẫn, khi ăn món bánh đập cũng không thể thiếu tôm chấy, mỡ hành và chén mắm nêm.
• Bánh ướt: Ngâm gạo khoảng chừng nửa ngày nhằm cho hạt gạo nở mềm. Sau đó đem đi xay nhuyễn thành bột nước, ủ bột từ 3 giờ trở lên để bột lắng trong nước. Dùng gáo dừa để quậy bột và múc bột bánh cho vào nồi hấp khoảng nửa phút. Sau khi chín, dùng que tre mỏng để dỡ bánh. Lưu ý giữa các lớp bánh phải thoa một lớp dầu để bánh không dính lại với nhau.
• Bánh tráng nướng: Tráng một lớp bột mỏng trên nồi hấp khoảng từ 1 đến 2 phút. Sau khi bánh chín mang đi phơi khô và nướng chín trên bếp than hồng.
• Ghép một miếng bánh ướt với một miếng bánh tráng. Bánh ướt được phết thêm mỡ hành, đậu xanh và một số nguyên liệu khác tùy theo vùng miền.
• Dùng dụng cụ đập nhẹ để bánh tráng nướng vỡ vụn dính chặt vào bánh ướt.
Bánh đập có thể ăn riêng hoặc ăn kèm với rau sống, thịt nướng tùy theo vùng miền.

## Nước chấm
Nước chấm được pha từ mắm nêm cá cơm pha loãng với đường, dứa bằm nhỏ, hành phi dầu, đậu phộng. Nếu muốn dùng cay có thể pha với ớt sừng xanh xay nhuyễn.